# Nembrotha gratiosa
Nembrotha gratiosa är en snäckart som beskrevs av Bergh 1890. Nembrotha gratiosa ingår i släktet Nembrotha och familjen Gymnodorididae. Inga underarter finns listade i Catalogue of Life.